# Riblja staza
Riblja staza je hidrotehnička građevina koja obilazi brane, ustave i brodske prevodnice, a omogućuje ribama koje se sele, da stignu do mjesta za mriještenje. Obično ribe prelaze riblje staze plivanjem ili preskakivanjem, do druge strane pregrade. Brzina protoka vode mora biti dovoljna da ribe mogu preći prepreke, ali ne smije biti prevelika da se riba ne izmori, tako je često postavljanje odmarališta na ribljim stazama.

## Povijest
Prve riblje staze su se radile u Francuskoj, u 17. stoljeću. Nakon toga se pojavljuju u Kanadi, od 1837., za obilazak vodenica na rijekama. Od 1852. počele su se raditi i u Irskoj, a od 1880. u SAD. U 20. stoljeću počele su se raditi betonske riblje staze, ali je primjećeno da čelična konstrukcija u betonu utječe na neke vrste riba, koje imaju osjetljive organe na električno polje, tako da nisu uspijevale pronaći svoj cilj.

## Vrste ribljih staza
Osnovne vrste ribljih staza su:
- riblja staza s bazenima i pregradama
- riblja staza s utorima
- riblje dizalo
- riblja staza s kamenim pregradama
- riblja staza s okomitim utorima
- riblja staza za jegulje

### Riblja staza s bazenima i pregradama
To je najstarija vrsta ribljih staza. Koristi se za male brane i pregrade, i ima dugi stepenasti kanal, gdje ribe moraju preskakati umjetno stvorene bazenčiće. 

### Riblja staza s utorima
Ova vrsta riblje staze ima čitav niz paralelnih utora, koji su spojeni na krajevima, da bi ih rible mogle preći plivanjem. Uz utore, potrebno je postaviti i odmarališta. Ima čitav niz različitih konstrukcija, a najpoznatija je Denilova riblja staza, prema belgijskom znanstveniku G. Denilu, koji je napravio tu konstrukciju 1909., a danas se nešto izmijenjene dosta koriste na Aljaski.

### Riblje dizalo
Riblje dizalo se koristi za visoke brane. Uglavnom to su korita, u kojima se ribe skupljaju do određenog broja, a zatim se podižu ili spuštaju do razine na drugoj strani pregrade. Tako na primjer, na rijeci Connecticut postoji riblje dizalo, koje prebaci godišnje oko 500 000 riječnih haringi.

### Riblja staza s kamenim pregradama
Ova vrsta ribljih stazi koristi velike stijene i drveće, da se stvore mali bazenčići i slapovi. Koristi se za male pregrade i brane. 

### Riblja staza s okomitim utorima
To je jedna varijanta riblje staze s bazenima i pregradama, s tim da postoji mali okomiti utor, koji riba može preplivati, tako da ne mora preskakivati prepreke. 

### Riblja staza za jegulje
Za jegulje se rade posebne vrste riblja staza, jer one ne mogu preskakivati prepreke.